# Stephen Dillane
Stephen John Dillane (Londra, 27 marzo 1957) è un attore britannico, vincitore del Tony Award.
Ha interpretato Stannis Baratheon nella serie tv Il Trono di Spade.

## Biografia
Nato a Londra, figlio di un chirurgo australiano, John Dillane e madre inglese, Bridget Curwen, si laurea in giornalismo all'Università di Exeter, con una tesi in Storia e Scienza della Politica. Terminati gli studi ottiene un lavoro come corrispondente al Croydon Advertiser. Dopo aver lasciato questo lavoro decide di studiare al Bristol Old Vic Theatre School e dedicarsi quindi al mondo della recitazione.
Nel corso degli anni partecipa a diverse produzioni teatrali, come La cosa reale di Tom Stoppard, per la quale si aggiudica un Tony Award nel 2000. Nel cinema si mette in luce, interpretando Orazio nel film Amleto di Franco Zeffirelli, a cui seguono Benvenuti a Sarajevo, Un perfetto criminale, Spy Game e The Truth About Charlie.
Nel 2002 interpreta Leonard Woolf, marito di Virginia Woolf, in The Hours di Stephen Daldry, mentre nel 2004 è Merlino in King Arthur. Uno dei suoi ruoli più noti è quello dello scopritore di talenti Glen Foy in Goal! e Goal II - Vivere un sogno. Nel 2007 affianca Julianne Moore in Savage Grace di Tom Kalin e interpreta Thomas Jefferson nella miniserie televisiva John Adams. Nel 2009 vince il British Academy Television Awards come miglior attore per The Shooting of Thomas Hurndall.
Nel luglio 2011 l'attore viene scelto per interpretare Stannis Baratheon nella serie della HBO Il Trono di Spade.
È sposato con l'attrice Naomi Wirthner da cui ha avuto due figli, Frank e Seamus.

## Filmografia parziale

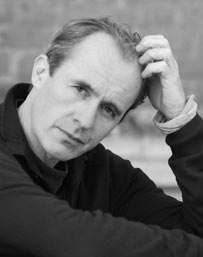
Stephen Dillane nel 2008

### Cinema
- Ordinaria discriminazione (Business as Usual), regia di Lezli-An Barrett (1987)
- Amleto, regia di Franco Zeffirelli (1990)
- La chance, regia di Aldo Lado (1994)
- Ladri per amore (Two If by Sea), regia di Bill Bennet (1996)
- Benvenuti a Sarajevo (Welcome to Sarajevo), regia di Michael Winterbottom (1997)
- Firelight, regia di William Nicholson (1997)
- Déjà Vu, regia di Henry Jaglom (1997)
- Un perfetto criminale (Ordinary Decent Criminal), regia di Thaddeus O'Sullivan (2000)
- Spy Game, regia di Tony Scott (2001)
- Un'insolita missione (The Parole Officer), regia di John Duigan (2001)
- The Truth About Charlie, regia di Jonathan Demme (2002)
- The Hours, regia di Stephen Daldry (2002)
- The Gathering, regia di Brian Gilbert (2003)
- King Arthur, regia di Antoine Fuqua (2004)
- Haven, regia di Frank E. Flowers (2004)
- Il più bel gioco della mia vita (The Greatest Game Ever Played), regia di Bill Paxton (2005)
- Goal!, regia di Danny Cannon (2005)
- 9 vite da donna (Nine Lives), regia di Rodrigo García (2005)
- Klimt, regia di Raúl Ruiz (2006)
- Goal II - Vivere un sogno (Goal II: Living the Dream), regia di Jaume Collet-Serra (2007)
- Savage Grace, regia di Tom Kalin (2007)
- Fugitive Pieces, regia di Jeremy Podeswa (2007)
- Freakdog, regia di Paddy Breathnach (2008)
- 44 Inch Chest, regia di Malcolm Vanville (2009)
- Perfect Sense, regia di David Mackenzie (2011)
- Zero Dark Thirty, regia di Kathryn Bigelow (2012)
- L'ora più buia (Darkest Hour), regia di Joe Wright (2017)
- Mary Shelley - Un amore immortale (Mary Shelley), regia di Haifaa al-Mansour (2017)
- Outlaw King - Il re fuorilegge (Outlaw King), regia di David Mackenzie (2018)
- Il professore e il pazzo (The Professor and the Madman), regia di Farhad Safinia (2019)
- The Outrun, regia di Nora Fingscheidt (2024)

### Televisione
- John Adams – miniserie TV, 5 puntate (2008)
- Il Trono di Spade (Game of Thrones) – serie TV, 24 episodi (2012-2015)
- The Tunnel – serie TV, 18 episodi (2013-2016)
- The Crown – serie TV, episodio 1x09 (2016)
- Vigil - Indagine a bordo (Vigil) – miniserie TV, 6 puntate (2021)
- Kaos – serie TV, 8 episodi (2024)

## Teatro (parziale)
- La strega di Edmonton di William Rowley, Thomas Dekker e John Ford. Bristol Old Vic di Briatol (1984)
- Dancing at Lughnasa di Brian Friel. National Theatre di Londra (1990)
- Lungo viaggio verso la notte di Eugene O'Neill. Briatol Old Vic di Bristol (1990), National Theatre di Londra (1991)
- Amleto di William Shakespeare. Gielgud Theatre di Londra (1994)
- Angels in America - Fantasia gay su temi nazionali di Tony Kushner. National Theatre di Londra (1993)
- Finale di partita di Samuel Beckett. Donmar Warehouse di Londra (1996)
- Zio Vanja di Anton Čechov. Young Vic di Londra (1998)
- The Real Thing di Tom Stoppard. Noël Coward Theatre di Londra, Ethel Barrymore Theatre di Broadway (2000)
- The Coast of Utopia di Tom Stoppard. National Theatre di Londra (2002)
- Macbeth di William Shakespeare. Almeida Theatre di Londra (2005)
- Come vi piace di William Shakespeare. Brooklyn Academy of Music di New York (2010)
- La tempesta di William Shakespeare. Brooklyn Academy of Music di New York (2010)
- Il costruttore Solness di Henrik Ibsen. Almeida Theatre di Londra (2011)
- Il Guaritore di Michael Frayn. Donmar Warehouse di Londra (2016)

## Doppiatori italiani
Nelle versioni in italiano delle opere in cui ha recitato, Stephen Dillane è stato doppiato da:
- Antonio Sanna in Firelight, Un perfetto criminale, Spy Game, Savage Grace, Il Trono di Spade, L'ora più buia, Mary Shelley - Un amore immortale, Il professore e il pazzo, Alex Rider, Kaos
- Angelo Maggi in The Hours, Il più bel gioco della mia vita, Goal!, Goal II - Vivere un sogno
- Mario Cordova in Amleto
- Luca Ward in Ladri per amore
- Massimo Rossi in Benvenuti a Sarajevo
- Marco Mete in The Truth About Charlie
- Carlo Reali in King Arthur
- Sergio Lucchetti in Haven
- Vittorio Guerrieri in 9 vite da donna
- Franco Zucca in Klimt
- Edoardo Stoppacciaro in John Adams
- Massimiliano Virgilii ne Il Trono di Spade (ep. 4x10)
- Gianni Giuliano in Zero Dark Thirty
- Federico Danti in The Crown
- Saverio Indrio in Outlaw King - Il re fuorilegge
- Franco Mannella in Vigil - Indagine a bordo